# Dave Lambert (Sänger)

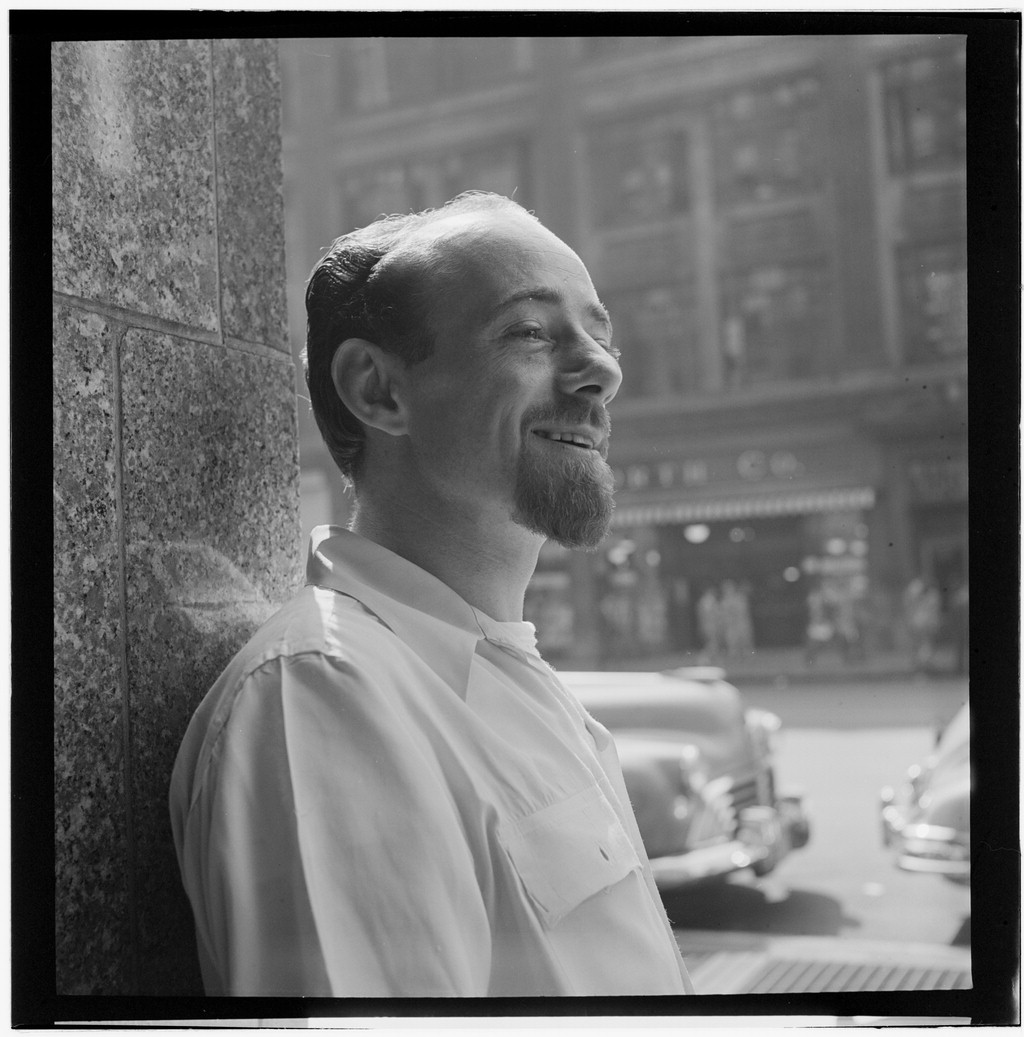
Dave Lambert, New York, ca. Juli 1947.
Fotografie von William P. Gottlieb.

Dave Lambert (* 19. Juni 1917 in Boston, Massachusetts als David Alden Lambert; † 3. Oktober 1966 in Westport, Connecticut) war ein US-amerikanischer Jazz-Sänger und Arrangeur. Er war einer der Gründer der Vokalgruppe Lambert, Hendricks & Ross.

## Leben
Dave Lambert begann seine Musikerkarriere erfolglos als Schlagzeuger und war zeitweise als Baumchirurg tätig. Nach seiner Entlassung aus der US-Army, wo er bei den Fallschirmspringern gedient hatte, sang er 1944 in Johnny Longs Big Band, bei dem er auch als Arrangeur tätig war; dann gehörte er 1944/45 zu den G-Noters, einer Vokalgruppe, die mit dem Gene Krupa Orchestra aufnahm und zu der auch Buddy Stewart gehörte. Im Duo mit dem Orchester nahmen Lambert und Stewart die Nummer „What’s This“ auf, die erste Vokalversion eines Bop-Titels. Nachdem Lambert Krupa verlassen hatte, arbeitete er weiter mit Stewart zusammen, so 1946 für Keynote in einer Session mit Red Rodney und einer All-Star-Band aus Bebopmusikern wie Al Haig, Curley Russell und Stan Levey, bei der sie ihr Unisono-Voicing anwandten, das sie bei Krupa eingeführt hatten, es aber nun mit dem Element der Improvisation verbanden, zu hören in Titeln wie „Charge Account“, „Cent and a Half“, „Gussie G.“  oder „Perdido“. Die Titel „Bopelbaby“ und „Bopelground“ nahmen sie 1948 mit dem Sextett von Allen Eager auf. Am 26. Februar 1949 waren Stewart und Lambert mit „What’●s This?“ Gäste bei einer der Royal Roost Sessions des Charlie Parker Quintetts.
Lambert leitete nach dem Weggang von Buddy Stewart in den späten 1940er und 1950er Jahren mehrere eigene Vokalgruppen und arbeitete für eine Broadwayshow namens Are You with It?. Anfang 1949 nahm er mit seinen Dave Lambert Singers zwei Singles für Capitol auf, zwei Standards und „Bebop Cubop“ in textlosen Silben, begleitet von Haig, Russell und Max Roach. Capitol setzte die Lambert Singers auch in Stan Kentons Vokalgruppe, den Pastels ein sowie als Hintergrundsänger für Sänger wie Mel Tormé und Jo Stafford. Pete Rugolo, damals für Capitol tätig, veranlasste Charlie Barnet, einige Nummern für das junge Label mit Lambert und Stewart einzuspielen, darunter eine von ihm arrangierte Neuversion von „What’s This?“, die nun „Bebop Spoken Here“ hieß; „Nachdem sie das Stück mit langen und ausführlichen Kadenzen eingeleitet haben, die sie abwechselnd scatten, begleitet von dissonanten Schreien des Blechs, tritt der Leader Charlie Barnet als Square auf und gebietet: Wait a Minute! What are you guys talkin´ about? Um den Außenstehenden die Bebop-Sprache zu erklären, beginnen Lambert und Stewart den Song mit einer Reihe komischer Nonsensphrasen, die durch erklärende, wenn auch absurde Texte miteinander verbunden werden. (…) Nach ihrem ersten Refrain und einem Posaunensolo kehren die Jungs zu aufregenden Scatsolos zurück, nicht im unisono, sondern jeder für sich selbständig improvisierend.“
Lambert arbeitete dann auch 1951 für den Bandleader Georgie Auld, dem er einen Chor zusammenstellte, außerdem für Neal Hefti, Mel Tormé und Carmen McRae. Qualitativ waren die Arbeiten sehr unterschiedlich, teils jazzorientiert, teils eine leichte Begleitung. Zwei Jahre nach Buddy Stewarts Unfalltod (im Februar 1950) hörte Lambert die bei Prestige erschienene Single „Moody’s Mood for Love“ des Sängers King Pleasure; dieser neue Vocalese Stil beeinflusste ihn (und unabhängig von ihm auch seine künftigen Partner Jon Hendricks und Annie Ross); er nahm Kontakt zu King Pleasure auf und wirkte mit seinen Singers an zwei Aufnahmen für Prestige mit, als Ersatz für Slam Stewarts Bass in Lester Youngs Interpretation von „Sometimes I’m Happy“ und für Erroll Garners Piano in der Charlie-Parker-Nummer „This is Always“.
Für die Clef-Aufnahmesession mit Charlie Parker unter der Leitung von Gil Evans („In the Still of the Night“/„Old Folks“) 1953, an der auch schon Annie Ross bei seinen Sängern mitwirkte, schrieb er die Vokalarrangements. 1953 traf er auf Jon Hendricks, der ein großer Bewunderer seiner Arbeiten in den 1940er Jahren mit Buddy Stewart war; 1955 nahm Hendricks mit ihm und seinen Dave Lambert Singers im Quartett den Titel „Four Brothers“ für Decca auf.
Seit 1957 bildete er mit Hendricks und Annie Ross das Trio Lambert, Hendricks & Ross, mit dem eine Reihe erfolgreicher Alben erschienen. Daneben legte Lambert 1959 ein Soloalbum vor, konnte aber die Solokarriere wegen des Erfolgs im Trio nicht weiterverfolgen. Zwar waren Hendricks und Ross die Gesangsstars von Lambert, Hendricks & Ross, aber gelegentlich stand dort auch Lamberts eher ungeschliffener Gesang im Mittelpunkt, wie bei dem Lied „Bijou“ oder bei gelegentlichen Vokalsolos wie in der Horace-Silver-Melodie „Come On Home“. Für das Trio teilte er sich mit Hendricks die Arbeit an Arrangement und Text der Nummern. Für die Arrangements griff er auf seine Erfahrungen aus der Zeit mit Buddy Stewart zurück, als er ausprobiert hatte, „aus der Kombination von zwei Stimmen atemberaubend komplexe und belebende Sounds zu schaffen. (…) Als ihm und Hendricks klar geworden war, dass sie jeden gewünschten Effekt allein mit drei Stimmen erreichen konnten, erhielt Lambert den bemerkenswertesten Vokalgruppensound seit zwanzig Jahre.“ Dabei vermieden es die beiden, sich an der zu engen Harmonik der damals aktuellen Gruppen wie den Hi-Los und den Four Freshmen zu orientieren, sondern arbeiteten mit einem weiteren Harmonieschema, das an schwarze Blues- und Jazzgruppen der 1920er und 1930er Jahre erinnerte, wie die Hokum Boys oder die Duos von Lonnie Johnson/Spencer Williams. So arbeitete Lambert bei dem Ellington-Album mit vertikalen Strukturen, in dem er Stimmen über Stimmen legte, wo Duke Ellington Klarinetten über Posaunen und Baritonsaxophone legte.
Nach dem Ausscheiden von Ross folgte 1962 Yolande Bavan, mit der bis 1964 drei weitere Alben entstanden, jedoch mit ihren drei Alben für RCA-Victor nicht an die Ära mit Annie Ross anknüpfen konnten. Nachdem die drei sich 1964 getrennt hatten, versuchte Lambert noch eine neue Vokalgruppe (Lambert & Co.) auf die Beine zu stellen, erhielt aber keinen Vertrag. D. A. Pennebaker hielt die Probesession in den RCA-Studios in dem Dokumentarfilm Audition at RCA fest.
1966 kam Lambert bei einem Verkehrsunfall ums Leben, als er einen Reifen seines Wagens auf der Schnellstraße wechseln wollte.

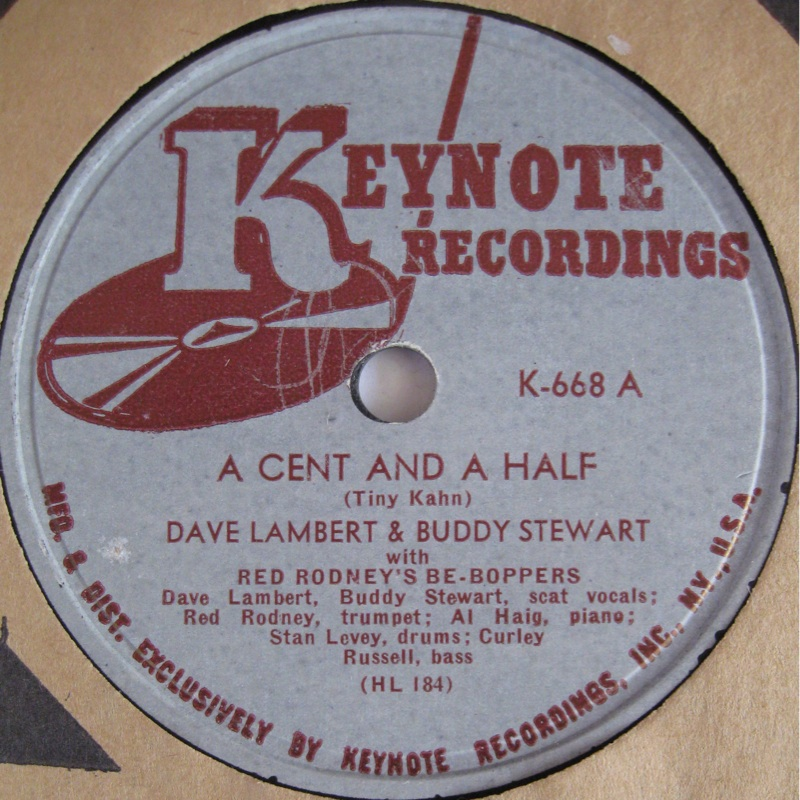
Keynote 78er von Dave Lambert & Buddy Stewart mit Red Rodney’s Be-Boppers: „A Cent and a Half“ (1947)

## Diskografie (Auswahl)
- Lambert, Hendricks & Ross – The Swingers (Blue Note Records)